# Episodi di Ai confini della realtà (serie televisiva 1985) (terza stagione)
La terza e ultima stagione della serie televisiva Ai confini della realtà, di 25 minuti a episodio e registi vari, andò in onda negli Stati Uniti d'America dal 24 settembre 1988 al 31 dicembre 1989, sul network CBS.
| nº | Titolo originale                      | Titolo italiano                     | Prima TV USA      | Prima TV Italia |
| -- | ------------------------------------- | ----------------------------------- | ----------------- | --------------- |
| 1  | The Curious Case of Edgar Witherspoon | Lo strano caso di Edgar Whiterspoon | 24 settembre 1988 |                 |
| 2  | Extra Innings                         | Un'altra partita                    | 1º ottobre 1988   |                 |
| 3  | The Crossing                          | La scelta                           | 8 ottobre 1988    |                 |
| 4  | The Hunters                           | I cacciatori                        | 15 ottobre 1988   |                 |
| 5  | Dream Me a Life                       | Una vita in sogno                   | 22 ottobre 1988   |                 |
| 6  | Memories                              | Ricordi                             | 29 ottobre 1988   |                 |
| 7  | The Hellgramite Method                | Il metodo Hellgramite               | 5 novembre 1988   |                 |
| 8  | Our Selena is Dying                   | La nostra Selena sta morendo        | 12 novembre 1988  |                 |
| 9  | The Call                              | La chiamata                         | 19 novembre 1988  |                 |
| 10 | The Trance                            | In trance                           | 26 novembre 1988  |                 |
| 11 | Acts of Terror                        | Atti di terrore                     | 3 dicembre 1988   |                 |
| 12 | 20/20 Vision                          | Una vista perfetta                  | 10 dicembre 1988  |                 |
| 13 | There Was an Old Woman                | C'era una vecchia donna             | 17 dicembre 1988  |                 |
| 14 | The Trunk                             | Il baule                            | 24 dicembre 1988  |                 |
| 15 | Appointment on Route 17               | Le ragioni del cuore                | 31 dicembre 1988  |                 |
| 16 | The Cold Equations                    | Fredde equazioni                    | 7 gennaio 1989    |                 |
| 17 | Stranger in Possum Meadows            | Lo straniero di Possum Meadows      | 14 gennaio 1989   |                 |
| 18 | Street of Shadows                     | La strada delle ombre               | 21 gennaio 1989   |                 |
| 19 | Something in the Walls                | Qualcosa nelle mura                 | 28 gennaio 1989   |                 |
| 20 | A Game of Pool                        | Una partita a biliardo              | 31 dicembre 1989  |                 |
| 21 | The Wall                              | Il muro                             | 25 febbraio 1989  |                 |
| 22 | Room 2426                             | Stanza 2426                         | 11 febbraio 1989  |                 |
| 23 | The Mind of Simon Foster              | La mente di Simon Foster            | 18 febbraio 1989  |                 |
| 24 | Cat and Mouse                         | Il gatto e il topo                  | 4 marzo 1989      |                 |
| 25 | Many, Many Monkeys                    | Tante, tantissime scimmie           | 18 marzo 1989     |                 |
| 26 | Rendezvous in a Dark Place            | Rendezvous in un luogo oscuro       | 12 marzo 1989     |                 |
| 27 | Special Service                       | Servizio speciale                   | 8 aprile 1989     |                 |
| 28 | Love Is Blind                         | L'amore è cieco                     | 25 marzo 1989     |                 |
| 29 | Crazy as a Soup Sandwich              | Matto come una zuppa di sandwich    | 1º aprile 1989    |                 |
| 30 | Father & Son Game                     | Padre e figlio                      | 15 aprile 1989    |                 |

## Lo strano caso di Edgar Whiterspoon
- Titolo originale: The Curious Case of Edgar Witherspoon
- Diretto da: René Bonnière
- Scritto da: J. Michael Straczynski e Haskell Barkin (soggetto); Haskell Barkin (sceneggiatura)

### Trama
Un eccentrico vecchio di nome Edgar incomincia a collezionare pattume, sott'ordine di una misteriosa voce, per salvaguardare l'equilibrio del mondo.
- Interpreti: Harry Morgan (Edgar Whiterspoon)

## Un'altra partita
- Titolo originale: Extra Innings
- Diretto da: Doug Jackson
- Scritto da: Tom Palmer

### Trama
Ed Hamler, ex giocatore di baseball, grazie a una figurina del baseball degli inizi del 1900 riesce a tornare indietro nel tempo, tornando a giocare come una volta.
- Interpreti: Marc Singer (Ed Hamler)

## La scelta
- Titolo originale: The Crossing
- Diretto da: Paul Lynch
- Scritto da: Ralph Phillips

### Trama
Un prete è perseguitato dalla visione di un incidente stradale, nel quale è coinvolta una ragazzina.
- Interpreti: Ted Shackelford (Mark Cassidy)

## I cacciatori
- Titolo originale: The Hunters
- Diretto da: Paul Lynch
- Scritto da: Paul Chitlik e Jeremy Bertrand Finch

### Trama
Un bambino scopre una caverna piena di disegni preistorici. L'archeologa Klein incomincia a studiare i disegni e una serie di strani avvenimenti: i reperti della caverna si spostano e carcasse fresche d'animali compaiono all'entrata.
- Interpreti: Louise Fletcher (Klein)

## Una vita in sogno
- Titolo originale: Dream Me a Life
- Diretto da: Allan King
- Scritto da: J. Michael Straczynski

### Trama
Il pensionato Roger Simpson Leeds è perseguitato da un incubo ricorrente: è chiuso in una stanza buia e una vecchia donna gli grida d'aiutarla, spaventato Roger fugge dalla porta verso una luce accecante. Svegliandosi per l'ennesima volta nel panico, Roger assiste all'arrivo di una donna di nome Laurel Kincaid, la sua nuova vicina di stanza alla casa di riposo, e si rende conto che si tratta della stessa donna del suo incubo.
- Interpreti: Eddie Albert (Roger Simpson Leeds), Frances Hyland (Laurel Kincaid)

## Ricordi
- Titolo originale: Memories
- Diretto da: Richard Bugajski
- Scritto da: Bob Underwood

### Trama
Una donna con poteri ipnotici è in grado di far rivivere ai suoi clienti le loro vite precedenti, ma scopre che spesso è meglio esserne del tutto inconsapevoli.
- Interpreti: Barbara Stock (Mary McNeal)

## Il metodo Hellgramite
- Titolo originale: The Hellgramite Method
- Diretto da: Gilbert Shilton
- Scritto da: William Selby

### Trama
Un alcolizzato deve andare incontro a una dolorosa cura per il suo problema, essendo una questione di vita o di morte.
- Interpreti: Timothy Bottoms (Miley Judson)

## La nostra Selena sta morendo
- Titolo originale: Our Selena is Dying
- Diretto da: Bruce Pittman
- Scritto da: Rod Serling (soggetto); J. Michael Straczynski (sceneggiatura)

### Trama
Selena Brockman, vecchia e morente, trova il modo di rubare la giovinezza da sua figlia Debra. Selena incomincia a ringiovanire mentre Debra invecchia rapidamente.
- Interpreti: Terri Garber (Debra Brockman), Charmion King (Selena Brockman)

## La chiamata
- Titolo originale: The Call
- Diretto da: Gilbert Shilton
- Scritto da: J. Michael Straczynski

### Trama
Norman Blane, un uomo solitario, chiama accidentalmente la persona sbagliata e conosce una donna interessante. I due diventano sempre più legati ma la donna rifiuta d'incontrarsi faccia a faccia con Norman, il quale incomincia a indagare e scopre qualcosa di scioccante.
- Interpreti: William Sanderson (Norman Blane)

## In trance
- Titolo originale: The Trance
- Diretto da: Randy Bradshaw
- Scritto da: Jeff Stuart e J. Michael Straczynski

### Trama
Un truffatore televisivo sostiene d'essere in contatto con lo spiriti provenienti dal passato e da altri mondi. Durante uno dei suoi show viene posseduto da un vero spirito, pronto a rovinarlo per le sue azioni.
- Interpreti: Peter Scolari (Leonard Randall)

## Atti di terrore
- Titolo originale: Acts of Terror
- Diretto da: Brad Turner
- Scritto da: J. Michael Straczynski

### Trama
Una moglie maltrattata trova il coraggio di lasciare il marito violento, ispirandosi alla statua di un Doberman.
- Interpreti: Melanie Mayron (Louise Simonson)

## Una vista perfetta
- Titolo originale: 20/20 Vision
- Diretto da: Jim Purdy
- Scritto da: Robert Walden

### Trama
Warren Cribbens, direttore dell'ufficio prestiti, dopo aver rotto i suoi occhiali scopre di poter vedere il futuro. Warren è combattuto tra l'aiutare la gente e fare il suo lavoro, quando scopre quali sarebbero le conseguenze nel riscattare i beni dei clienti che non sono riusciti a pagare il mutuo.
- Interpreti: Michael Moriarty (Warren Cribbens)

## C'era una vecchia donna
- Titolo originale: There Was an Old Woman
- Diretto da: Otta Hanus
- Scritto da: Tom J. Astle

### Trama
La scrittrice di libri per bambini Hallie Parker riceve la richiesta da parte di una donna di far visita a suo figlio ammalato. Hallie scopre che il bambino è probabilmente in fin di vita, e decide di rimanere a leggergli una storia. Contento il bambino le chiede se ritornerà a fargli visita, ma Hallie non è certa in quanto sta per traslocare. Una volta a casa Hallie incomincia a sentire rumore di bambini, senza però vedere nessuno.
- Interpreti: Colleen Dewhurst (Hallie Parker)

## Il baule
- Titolo originale: The Trunk
- Diretto da: Steve DiMarco
- Scritto da: Paul Chitlik e Jeremy Bertrand Finch

### Trama
Willy Gardner, durante una permanenza a un hotel, scopre un baule capace d'esaudire ogni desiderio.
- Interpreti: Bud Cort (Willy Gardner)

## Le ragioni del cuore
- Titolo originale: Appointment on Route 17
- Diretto da: René Bonnière
- Scritto da: Haskell Barkin

### Trama
Tom Bennett, dopo aver subito un trapianto di cuore, è soggetto a una serie di cambiamenti nella sua personalità. Egli scopre inoltre una strana attrazione per una cameriera in un ristorante sulla strada.
- Interpreti: Paul Le Mat (Tom Bennett)

## Fredde equazioni

Scena dell'episodio Fredde equazioni

- Titolo originale: The Cold Equations
- Diretto da: Martin Lavut
- Scritto da: Tom Godwin (soggetto); Alan Brennert (sceneggiatura)

### Trama
Il pilota Thomas Bartonn, durante una missione di salvataggio con lo scopo di trasportare medicinali, scopre una clandestina nella sua nave spaziale, una ragazza di nome Marilyn Cross salita a bordo per raggiungere suo fratello. La situazione è critica, il carburante della nave non è sufficiente a trasportare un peso extra, perciò Bartonn si ritrova a dover scegliere tra condannare se stesso e coloro che hanno bisogno dei medicinali per salvarla o espellere la ragazza nel gelido spazio.
- Interpreti: Terence Knox (Thomas Bartonn), Christianne Hirt (Marilyn Cross)

## Lo straniero di Possum Meadows
- Titolo originale: Stranger in Possum Meadows
- Diretto da: Sturla Gunnarsson
- Scritto da: Paul Chitlik e Jeremy Bertrand Finch

### Trama
Un ragazzo incontra uno strano vecchio uomo con poteri bizzarri, i cui modi e linguaggio lasciano intendere che non è umano.
- Interpreti: Steve Kanaly (Scout)

## La strada delle ombre
- Titolo originale: Street of Shadows
- Diretto da: Richard Bugajski
- Scritto da: Michael Reaves

### Trama
Preso dalla disperazione, il disoccupato Steve Cranston tenta di rubare in casa del milionario Frederick Perry, il quale in un goffo atto di difesa spara a Cranston. Al suo risveglio Steve si trova in un lussuoso letto invece che in ospedale, e nel giro di pochi secondi si rende conto che lui e Perry si sono inspiegabilmente scambiati le vite.
- Interpreti: Charles Haid (Steve Cranston); Shawn Lawrence (Frederick Perry)

## Qualcosa nelle mura
- Titolo originale: Something in the Walls
- Diretto da: Allan Kroeker
- Scritto da: J. Michael Straczynski

### Trama
Il Dr. Mallory Craig, nuovo membro dello staff psichiatrico di Crest Ridge, stringe amicizia con la paziente Sharon Miles, la quale si era volontariamente internata mesi prima. La donna prova un intenso terrore per tutto ciò che contiene decorazioni elaborate (coperte, vestiti, tappezzerie, ecc.), che deriva dalla sua convinzione che dentro di esse si celino delle facce pronte a uscire, il cui intento le è ignoto.
- Interpreti: Deborah Raffin (Sharon Miles), Damir Andrei (Dr. Mallory Craig)

## Una partita a biliardo
- Titolo originale: A Game of Pool
- Diretto da: Randy Bradshaw
- Scritto da: George Clayton Johnson

### Trama
Questo è un remake dell'episodio omonimo della terza stagione della serie classica che utilizza la sceneggiatura originale, il cui finale era completamente diverso da quello poi utilizzato nel 1961.
Il prodigio della stecca Jesse Cardiff, sfida a una partita lo spettro del leggendario Fats Brown, nella speranza di poterne prendere il posto come campione assoluto del biliardo. La posta in gioco proposta da Fats rende la partita più seria del previsto: la vita di Jesse.
- Interpreti: Esai Morales (Jesse Cardiff), Maury Chaykin (Fats Brown)
- Note: 100º episodio della serie.

## Il muro
- Titolo originale: The wall
- Diretto da: Atom Egoyan
- Scritto da: J. Michael Straczynski

### Trama
Durante un esperimento militare un misterioso portale viene aperto. Dopo la scomparsa del primo team che lo ha varcato, l'astronauta Alexander McAndrews riesce con successo a varcarlo, e scopre un idilliaco pianeta. Alexander deve scegliere se tornare indietro alla sua vecchia vita o rimanere e incominciarne una nuova.
- Interpreti: John Beck (Alexander McAndrews)

## Stanza 2426
- Titolo originale: Room 2426
- Diretto da: Ryszard Bugajski
- Scritto da: Paul Chitlik e Jeremy Bertrand Finch

### Trama
Martin Decker, scienziato sovversivo, viene rinchiuso dal governo totalitario e torturato nella speranza che riveli la formula di un'arma segreta. La fuga per Martin diventa possibile quando il suo compagno di cella gli rivela la possibilità di vincere la materia con il potere della mente.
- Interpreti: Dean Stockwell (Martin Decker)

## La mente di Simon Foster
- Titolo originale: The Mind of Simon Foster
- Diretto da: Doug Jackson
- Scritto da: J. Michael Straczynski

### Trama
In un futuro imprecisato dove il tasso di disoccupazione ha raggiunto il 32%, Simon Foster per poter tirare avanti vende i suoi souvenir a un banco dei pegni, ma la cifra offerta non gli basta nemmeno per pagare l'affitto. Disperato Foster scopre l'esistenza di un mercato nero per i ricordi, e incomincia a vendere parte della sua memoria, ma ben presto si renderà conto di non poter più vivere senza di essa.
- Interpreti: Bruce Weitz (Simon Foster), Geza Kovacs (proprietario)

## Il gatto e il topo
- Titolo originale: Cat and Mouse
- Diretto da: Eric Till
- Scritto da: Christy Marx

### Trama
Una donna timida trova un gatto nero che si rivela essere un Casanova vecchio di secoli, condannato a vivere da umano soltanto durante la notte. I due sviluppano una relazione amorosa, ma il Casanova si rivela un egocentrico approfittatore.
- Interpreti: Pamela Bellwood (Andrea Moffatt), Page Fletcher (Guillaume de Marchaux)

## Tante, tantissime scimmie
- Titolo originale: Many, Many Monkeys
- Diretto da: Richard Bugajski
- Scritto da: William Froug

### Trama
Un'epidemia scoppia all'improvviso rendendo sempre più persone completamente cieche. Una delle tante teorie offerte per spiegare il fenomeno propone che la cecità dipenda dal comportamento dei malati e non da fattori esterni.
- Interpreti: Karen Valentine (Claire Hendricks), Jackie Burroughs (Jean Reed), Ken Pogue (vice presidente)

## Rendezvous in un luogo oscuro
- Titolo originale: Rendezvous in a Dark Place
- Diretto da: René Bonnière
- Scritto da: J. Michael Straczynski

### Trama
Barbara LeMay è talmente ossessionata dalla morte da arrivare a frequentare i funerali d'estranei, e la desidera così ardentemente da poterla persino vedere. Quando ha finalmente l'occasione d'incontrare la morte in persona, con sua sorpresa viene respinta, dando inizio a un'intensa discussione.
- Interpreti: Janet Leigh (Barbara LeMay), Stephen McHattie (La morte)

## Servizio speciale
- Titolo originale: Special Service
- Diretto da: Randy Bradshaw
- Scritto da: J. Michael Straczynski

### Trama
John Selig scopre sparpagliate per casa sua una serie di telecamere. Dopo aver beccato un tecnico nell'atto di ripararne una, John scopre d'essere l'inconsapevole star di uno show televisivo e che tutta la sua vita è stata manipolata da un gruppo di sceneggiatori.
- Interpreti: David Naughton (John Selig)

## L'amore è cieco
- Titolo originale: Love Is Blind
- Diretto da: Gilbert Shilton
- Scritto da: Cal Willingham

### Trama
Un marito geloso si prepara a uccidere la moglie e il suo probabile amante in un bar, ma si blocca quando sente il cantante (un perfetto sconosciuto) del bar cantare una canzone che descrive perfettamente le sue intenzioni. Finita la canzone, l'uomo si dirige verso il cantante, e parlando con lui si rende conto che è cieco.
- Interpreti: Ben Murphy (Jack Haines)

## Matto come una zuppa di sandwich
- Titolo originale: Crazy as a Soup Sandwich
- Diretto da: Paul Lynch
- Scritto da: Harlan Ellison

### Trama
Un piccolo gangster vende l'anima a un demone per poter vincere alle corse, ma chiede solamente che i cavalli a cui a scommesso arrivassero primi e tutti cavalli muoiono. Quando il demone si ripresenta per prendere l'anima, il gangster chiede aiuto al suo boss, lo stesso boss a cui il piccolo gangster aveva chiesto un prestito in denaro che però non può più restituire. Il boss accetta di aiutare il piccolo gangster, e con varie peripezie riesce ad intrappolare il demone in uno speciale scrigno magico. A questo punto viene rivelato che il boss è il maestro dei demoni (quindi un demone egli stesso). Il piccolo gangster quindi adesso ha un debito con il maestro dei demoni "passando dalla padella alla brace". 
- Interpreti: Wayne Robson, Tony Franciosa (gangster)

## Padre e figlio
- Titolo originale: Father & Son Game
- Diretto da: Randy Bradshaw
- Scritto da: Paul Chitlik e Jeremy Bertrand Finch

### Trama
La vita del ricco industriale Darius Stephens viene salvata da una rivoluzionaria operazione di trapianto di cervello in una riproduzione meccanica del suo vero corpo. Desideroso di tornare al lavoro, Darius si dimette prematuramente dall'ospedale, ma suo figlio Michael non è altrettanto entusiasta, essendo intenzionato a prendere il controllo della società di suo padre. Tra i due scoppia una battaglia legale in cui Michael è intenzionato a dimostrare che suo padre è morto e che il nuovo Darius non è altro che una macchina.
- Interpreti: Ed Marinaro (Darius Stephens), Eugene Robert Glazer (Michael Stephens)